# Rivière Verte (rivière Sainte-Anne)
Pour les articles homonymes, voir Rivière Verte.
La rivière Verte est un affluent de la rivière Sainte-Anne coulant dans la ville de Saint-Raymond, dans la municipalité régionale de comté (MRC) de Portneuf, dans la région administrative de la Capitale-Nationale, dans la province de Québec, au Canada.
La partie inférieure de la rivière Verte est surtout desservie par le chemin de la rivière Verte qui passe sur la rive est de la rivière. Le reste de cette vallée est desservie par quelques routes forestières pour les besoins de la foresterie et des activités récréotouristiques.
Les principales activités économiques du secteur sont la foresterie et les activités récréotouristiques.
La surface de la rivière Verte (sauf les zones de rapides) est généralement gelée de début décembre à fin mars, mais la circulation sécuritaire sur la glace se fait généralement de fin décembre à début mars. Le niveau de l'eau de la rivière varie selon les saisons et les précipitations ; la crue printanière survient en mars ou avril.

## Géographie
Les principaux bassins versants voisins de la rivière Verte sont :
- côté nord : rivière Sainte-Anne, rivière Talayarde ;
- côté est : rivière Sainte-Anne ;
- côté sud : rivière Sainte-Anne, Bras du Nord ;
- côté ouest : Bras du Nord, rivière Écartée[2].

La rivière Verte prend sa source à l'embouchure du lac Lavinia (altitude 387 m). À partir de cette source, la rivière Verte coule sur environ 10 km généralement vers le sud en zone forestière, avec une dénivellation de 228 m, selon les segments suivants :
- 0,5 km d'abord vers le sud-est, jusqu'à la décharge (venant du nord) d'un ensemble de huit petits lacs ;
- 3,8 km vers le sud dans une vallée encaissée en formant de façon intermittente de petits serpentins et en formant un coude où la rivière bifurque vers l'est sur un segment de 0,6 km, jusqu'à la décharge (venant du nord) d'un lac non identifié ;
- 1,0 km vers le sud dans une vallée encaissée traversant une bonne série de rapides, jusqu'à un ruisseau (venant de l'ouest) ;
- 2,1 km vers le sud-ouest accusant une forte dénivellation, puis traversant une petite plaine, jusqu'à son embouchure[2].

La rivière Verte se déverse sur la rive ouest de la rivière Sainte-Anne face à quelques îles. Cette confluence est située à :
- 11,2 km en aval de la rivière Talayarde ;
- 3,4 km au nord du centre-ville de Saint-Raymond ;
- 9,7 km au nord-ouest du centre du village de Lac-Sergent ;
- 28,5 km au nord-ouest de la rive nord-ouest du fleuve Saint-Laurent[2].

À partir de cette confluence, le courant descend sur 86,3 km généralement vers le sud et le sud-ouest en suivant le cours de la rivière Sainte-Anne, jusqu'à la rive nord-ouest du fleuve Saint-Laurent.

## Toponymie
Le toponyme rivière Verte a été officialisé le 5 décembre 1968 à la Banque des noms de lieux de la Commission de toponymie du Québec.